# Лепотр, Антуан
Антуан Лепотр, Антуан Ле Потр (фр. Antoine Lepautre, Le Рautre; 1621—1679) — французский архитектор эпохи «большого стиля» правления короля Людовика XIV, рисовальщик и гравёр. Член большой семьи потомственных строителей, декораторов, рисовальщиков и гравёров).

## Семья Лепотров
Антуан Лепотр родился в Париже в семье столяра Адриана Лепотра. Он был младшим братом выдающегося художника-орнаменталиста и гравёра Жана Лепотра.
Сын Жана Лепотра — Пьер Лепотр (1659—1744) — скульптор. В 1683 году получил Римскую премию и стажировался во Французской Академии в Риме. Его следует отличать от полного тёзки, его двоюродного брата, архитектора, рисовальщика-орнаменталиста и гравёра стилей французского Регентства и рококо Пьера Лепотра (1652—1716). В 1696—1701 годах в Париже Пьер Лепотр (Второй) был «рисовальщиком и гравёром короля», «скульптором королевских построек», работал по оформлению малых дворцов в Версале под руководством Ж. Ардуэн-Мансара. Пьер Лепотр — автор известного памятника архитектуры: интерьера «Салона с бычьим глазом» в Большом версальском дворце (1701).
Другой сын Жана Лепотра — Жак Лепотр (ок. 1653—1684) был парижским рисовальщиком и гравёром, работавшим в последней четверти XVII века. Жак Лепотр в первую очередь известен своими гравюрами по эскизам балетных и маскарадных костюмов работы знаменитого Жана Берена Старшего.

## Биография Антуана Лепотра

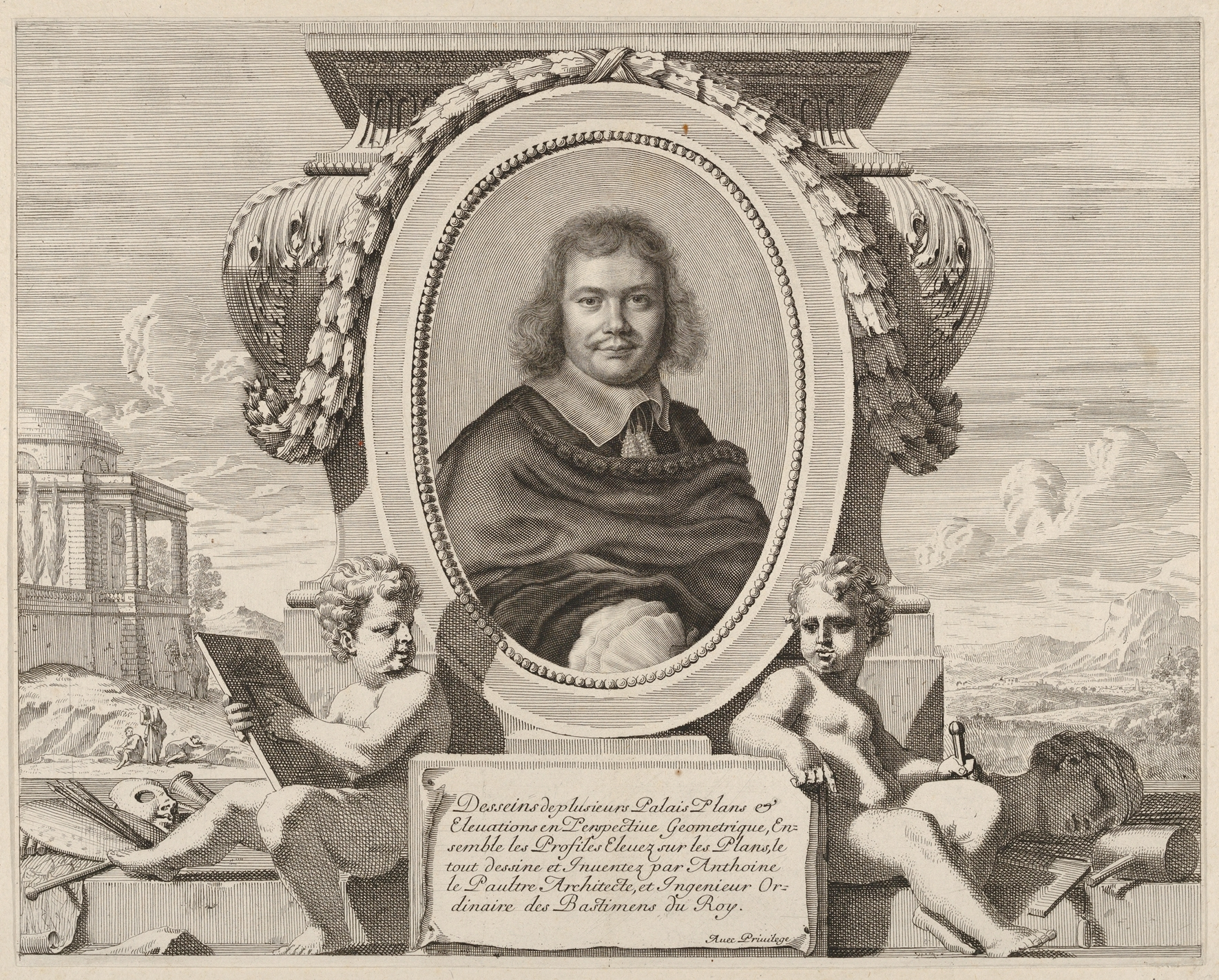
Портрет А. Лепотра. Офорт Р. Нантёйля. 1653

Антуан был учеником Этьена Мартелланжа. В 1660 году был назначен генеральным контролером строений (contrôleur général des bâtiments) герцога Филиппа Орлеанского, брата короля Людовика XIV.
Архитектурное творчество Антуана Лепотра формировалось под влиянием работ его более известных современников Франсуа Мансара и Луи Лево.
Архитектор пользовался покровительством кардинала Мазарини, которому посвятил книгу «Рисунки разнообразных дворцов» (фр. Desseins de plusieurs palais; 1652). Среди наиболее значительных построек Лепотра — капелла янсенистского аббатства Пор-Ройяль в Париже (1646—1648).
Антуан Лепотр был одним из главных создателей композиционного типа здания городского особняка — парижского отеля. В подобных композициях сложился оригинальный сплав традиций французской ренессансной архитектуры, представленной творчеством Франсуа Мансара, и европейского палладианизма. Французские архитекторы внимательно изучали наследие Андреа Палладио в Италии и постройки английских палладианцев. В результате возникли характерные для старого Парижа здания: высокие скаты кровли, треугольный фронтон, пилястры главного фасада, вытянутые «французские окна» с мелкой расстекловкой.
Наиболее известная постройка такого рода работы Антуана Лепотра — Oтель Бове (1652—1655) в IV округе Парижа на улице Франсуа-Мирон, построенный для Пьера де Бове и его жены Катрин Генриетты Беллье, первой камерной дамы Анны Австрийской. Эта работа принесла Лепотру известность благодаря изобретательному способу, с которым он использовал узкий участок земли неправильной формы, вписав в него постройку вокруг овального внутреннего двора. Архитектурные качества Отеля Бове были отмечены Бернини во время его пребывания в Париже, и он остается выдающимся памятником творчества Лепотра.
Для Антуана Номпара де Комона, герцога де Лозёна, Лепотр построил Отель де Лозён (Hôtel de Lauzun) в Сен-Жермен-ан-Ле. В 1664—1669 годах Антуан Лепотр построил замок Сент-Уан для Иоахима Адольфа де Зильера де Буафранка, генерального сюринтенданта построек герцога Орлеанского (здание не сохранилось).
В 1660 году Лепотр был назначен «генеральным управляющим зданиями Монсеньора» Филиппа I, герцога Орлеанского, брата короля Людовика XIV. В этом качестве он построил крылья затерянного замка и Большой каскад поместья Сен-Клу, которым восхищались современники и который, к счастью, сохранился. В те же годы мадам де Монтеспан попросила Лепотра составить план её замка: Шато де Кланьи близ Версаля. Смерть Лепотра в 1679 году прервала эту работу, которую завершил Жюль Ардуэн-Мансар.
Антуан Лепотр был одним из восьми учредителей Королевской Академии архитектуры, основанной в 1671 году Франсуа Блонделем Старшим.
Некоторые чертежи и рисунки Лепотра хранятся в Национальном музее Швеции. Орнаментальные композиции Лепотра отличаются свободной фантазией и импровизацией на различные темы, возможно, в этом сказалось влияние его старшего брата.

## Галерея

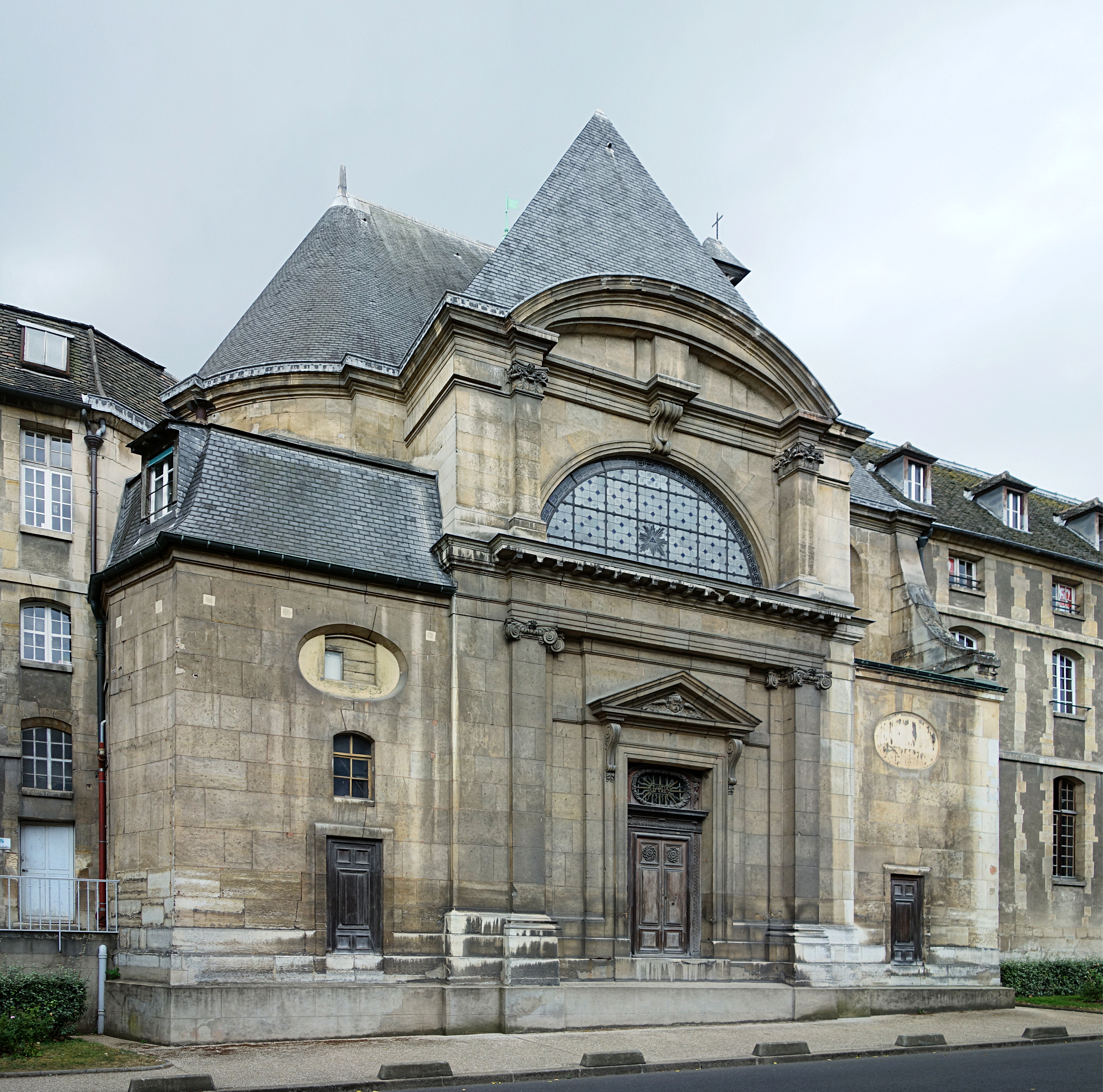
Капелла аббатства Пор-Ройяль, Париж. 1646—1648
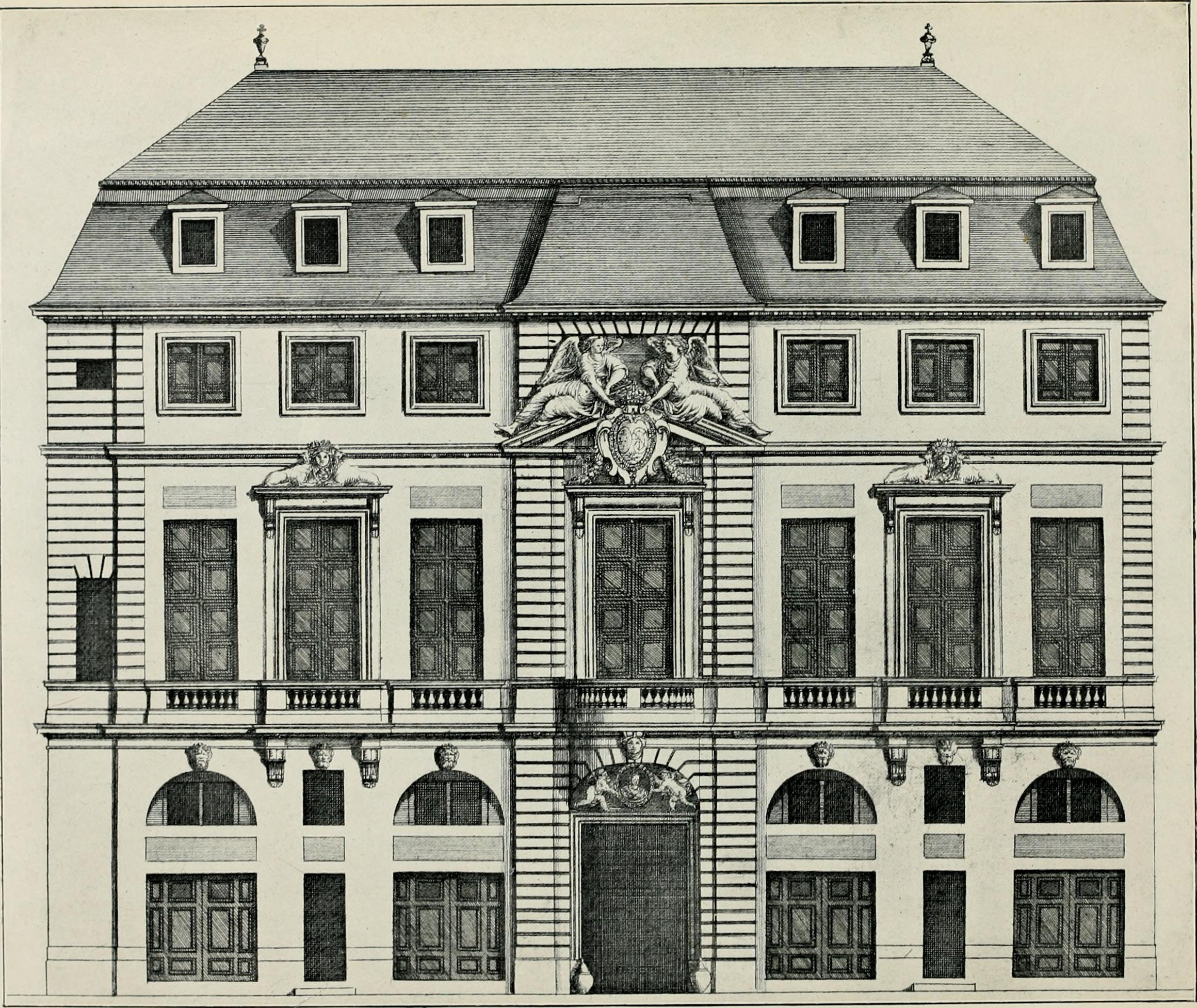
Отель Бове в Париже. 1652—1655. Главный фасад. Проект
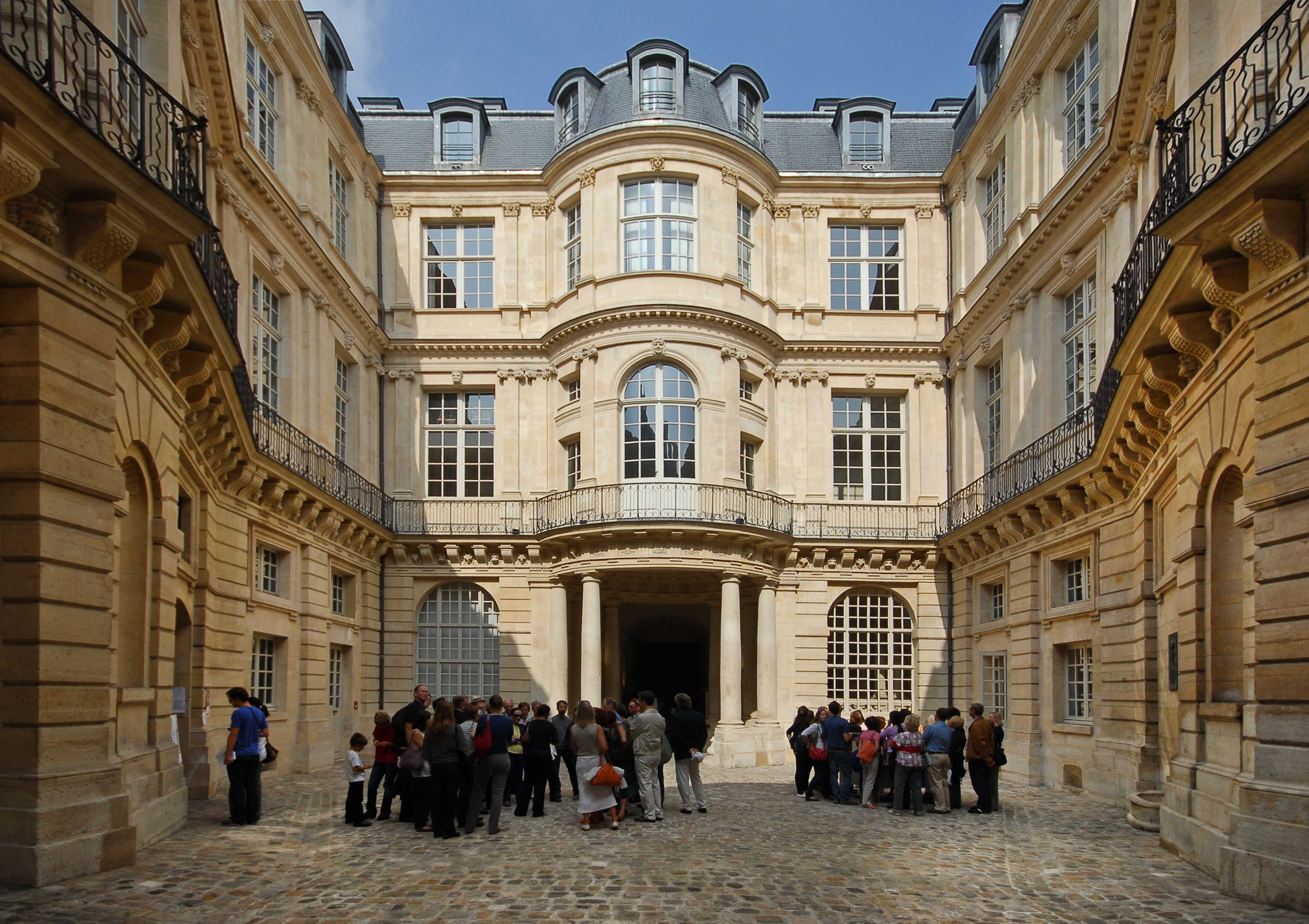
Отель Бове. Двор
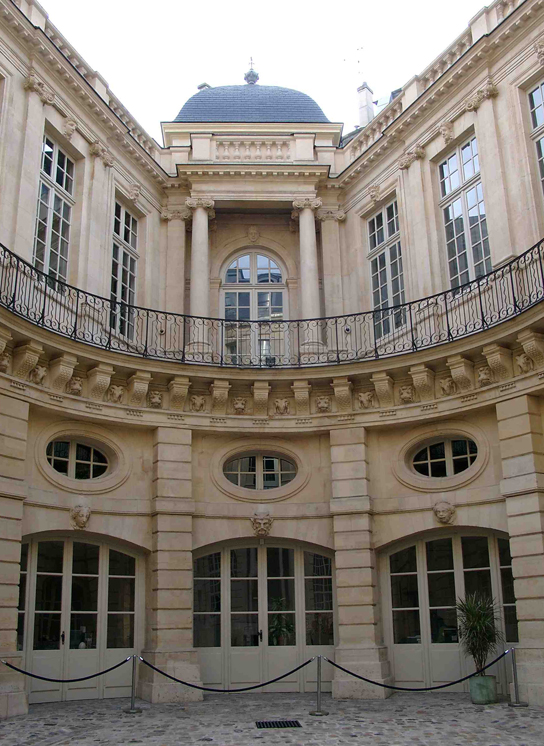
Внутренний двор
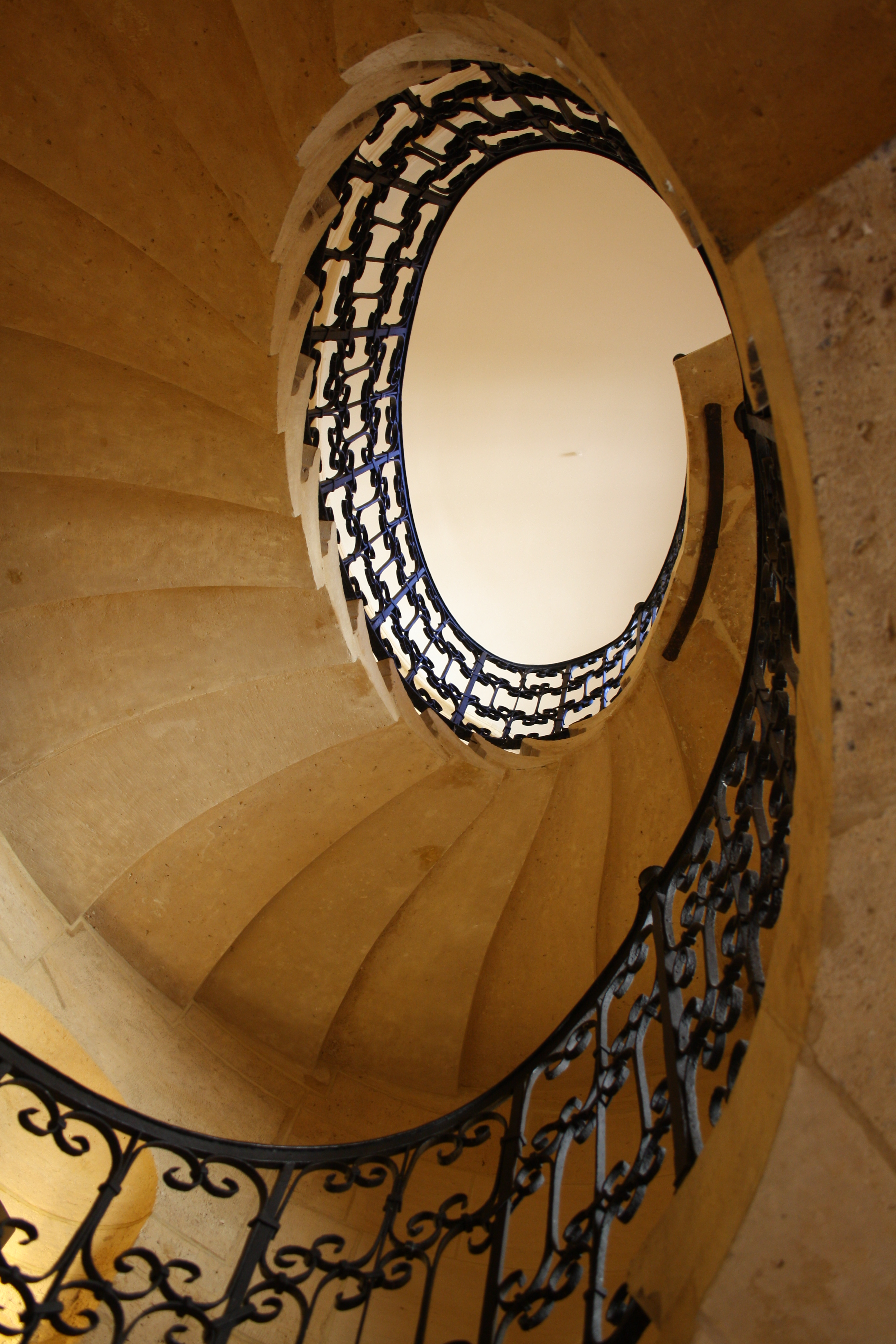
Отель Бове. «Лестница Лепотра»
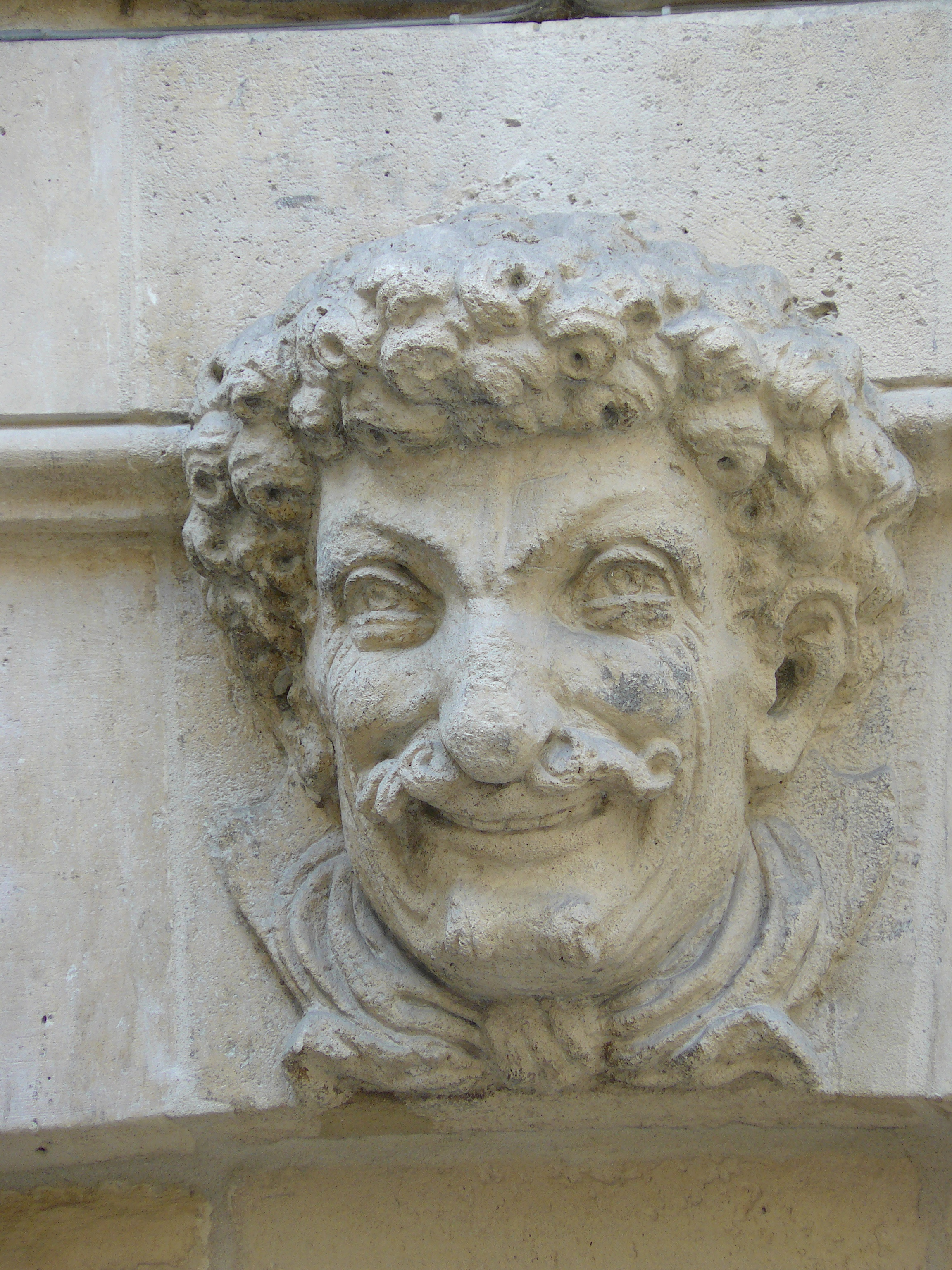
Маскарон Отеля Бове